# Filip Kastiljski, lord Cabrere i Ribere
Filip Kastiljski (Sevilla, 28. svibnja 1292. – Madrid, travanj 1327.) bio je kastiljski infant; sin kralja Sanča IV. Kastiljskog i njegove sestrične Marije de Moline.
Gospodar Cabrere i Ribere, Filip je bio regent za svoga nećaka Alfonsa XI. Kastiljskoga.
Filip se oženio rođakinjom, Margaretom de la Cerdom, kćerju Alfonsa de la Cerde.